# كريستوف أوندولاة
كريستوف أوندولاة (بالفرنسية: Christophe Hondelatte)‏ (بايون، 17 ديسمبر 1962-) صحفي ومذيع فرنسي.